# 하시모토 아츠시
하시모토 아츠시(일본어: 橋本淳, 1987년 1월 14일 ~ )는 일본의 배우이다.

## 출연작

### 드라마
- 2004년 드라마 《워터보이즈 2》
- 2005년~2006년 《마법전대 매지레인저》 - 오즈 카이 / 마지 레드 역
- 2011년《해적전대 고카이저 3화》- 오즈 카이 / 마지 레드 역
- 2014년 NHK 대하드라마 《군사 칸베에》 - 우츠노미야 토모후사(키이 토모후사) 역

### 영화
- 2005년《마법전대 마지레인저 VS 데카레인저》
- 2007년《파워레인저 매직포스&트레저포스》 - 매직포스(오즈 카이) 역
- 2009년《바람이 강하게 불고 있다》 - 신동(스기야마 타카시) 역
- 2014년《오에도노 캔디》